# Victoria Sandell Svensson

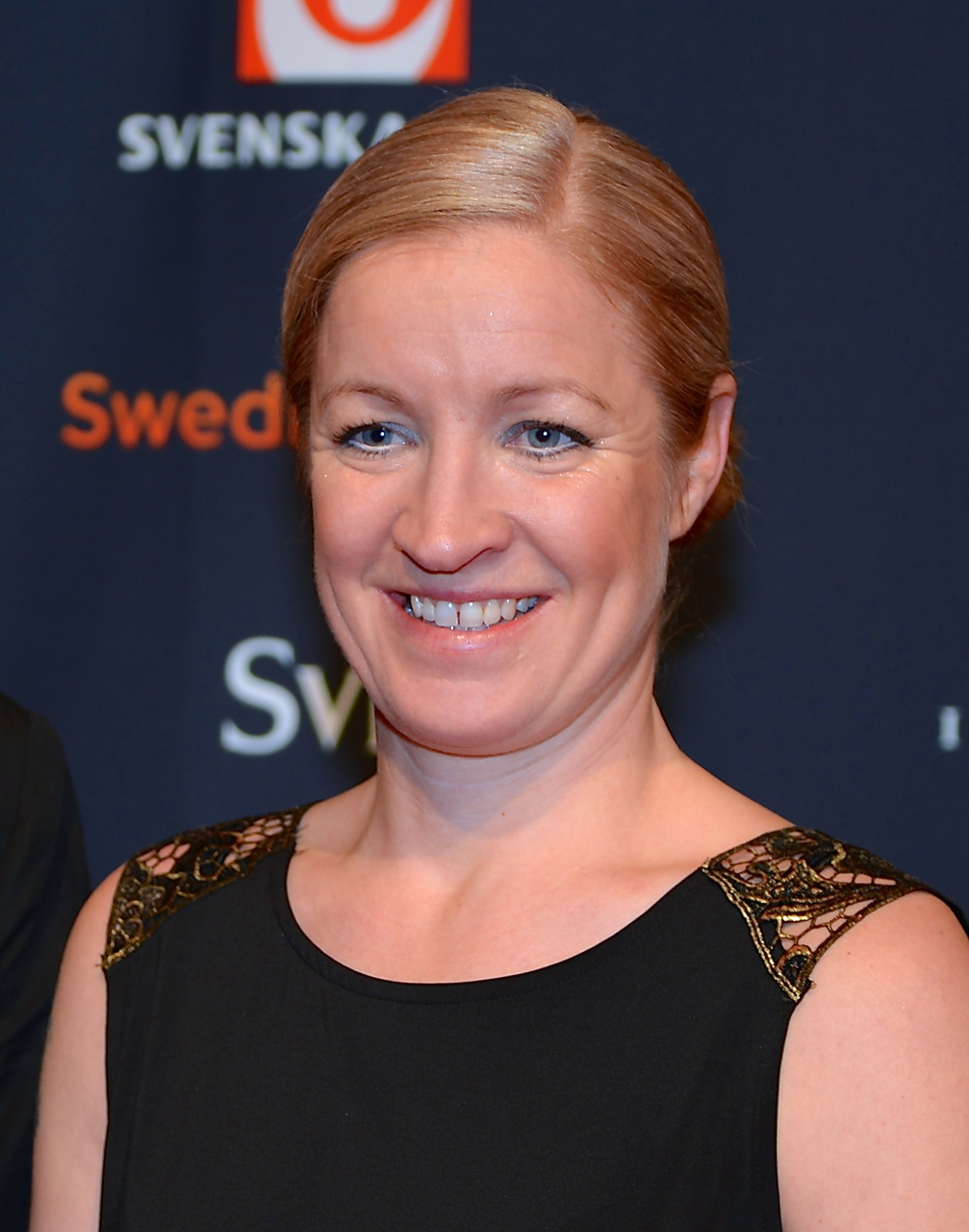
Sandell Svensson (2014)

Victoria Sandell Svensson (* 18. Mai 1977 in Rånnaväg, Gemeinde Ulricehamn als Victoria Svensson), genannt „Vickan“, ist eine schwedische Fußballspielerin und ehemalige Rekordnationalspielerin ihres Landes.

## Werdegang
1998 und 2003 gewann sie den „Diamantbollen“, das Äquivalent zur Auszeichnung Fußballerin des Jahres in Deutschland. Sie begann ihre außergewöhnliche Karriere bei dem kleinen Verein Grönahögs IK, bevor sie zum Göteborger Klub Jitex BK wechselte. Seit ihrem Wechsel im Jahr 1998 nach Stockholm zu Älvsjö AIK und dann zu dem aus der Fusion der Frauenfußballvereine Älvsjö AIK und Djurgårdens IF entstandenen Klub Djurgårdens IF/Älvsjö, ist sie viermal schwedische Meisterin geworden. Außerdem war sie in den Jahren 1998, 2001 und 2003 Torschützenkönigin der ersten schwedischen Frauenliga Damallsvenskan.
Am 9. März 2009 stellte sie beim Spiel gegen Deutschland beim Algarve-Cup den Rekord von Kristin Bengtsson mit 157 Länderspielen ein. Zwei Tage später wurde sie mit ihrem 158. Länderspiel im Finale des Algarve-Cups, das Schweden im Elfmeterschießen gegen die USA gewann, alleinige Rekordnationalspielerin Schwedens. Nach der 1:3-Niederlage gegen Norwegen im Viertelfinale der Europameisterschaft 2009 beendete sie ihre Nationalmannschaftskarriere. In 166 Länderspielen erzielte Sandell Svensson 68 Tore. Am 7. März 2011 stellte Therese Sjögran ihren Rekord von 166 Spielen ein und steigerte ihn am 9. März auf 167 Spiele.
Sandell Svensson ist seit 2008 mit Camilla Sandell, Zwillingsschwester der ehemaligen Fußballnationalspielerin Cecilia Sandell, verheiratet.